# Villas de la Ventosa
Villas de la Ventosa község Spanyolországban, Cuenca tartományban.  Lakosainak száma 221 fő (2024).

## Népesség
A település népessége az utóbbi években az alábbiak szerint változott:
| Lakosok száma | 366  | 356  | 358  | 300  | 304  | 267  | 249  | 211  | 214  | 221  |
|               | 2001 | 2004 | 2006 | 2009 | 2011 | 2014 | 2016 | 2019 | 2021 | 2024 |